# Lobopelma microscala
Lobopelma microscala är en ringmaskart som först beskrevs av Kudenov 1977.  Lobopelma microscala ingår i släktet Lobopelma och familjen Polynoidae. Inga underarter finns listade i Catalogue of Life.